# Planta medicinal

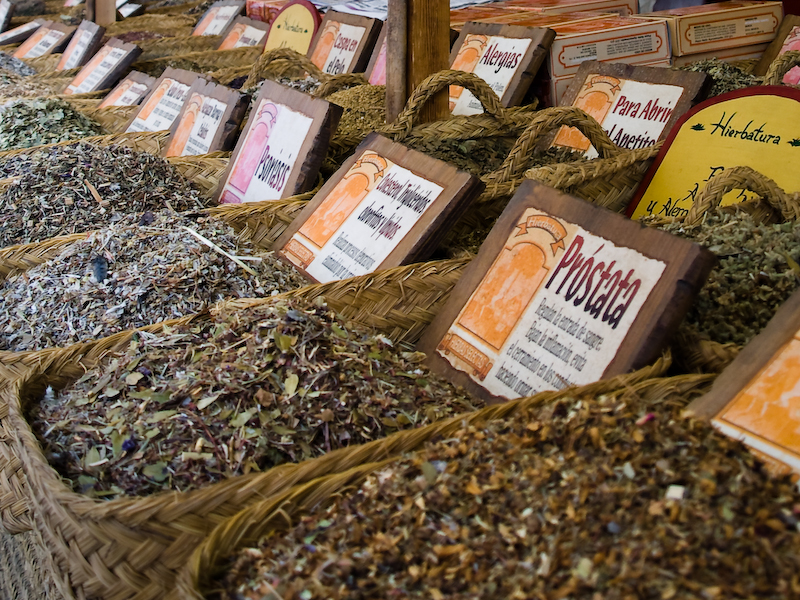
Hierbas medicinales en un mercado medieval localizado en Burgos, España.

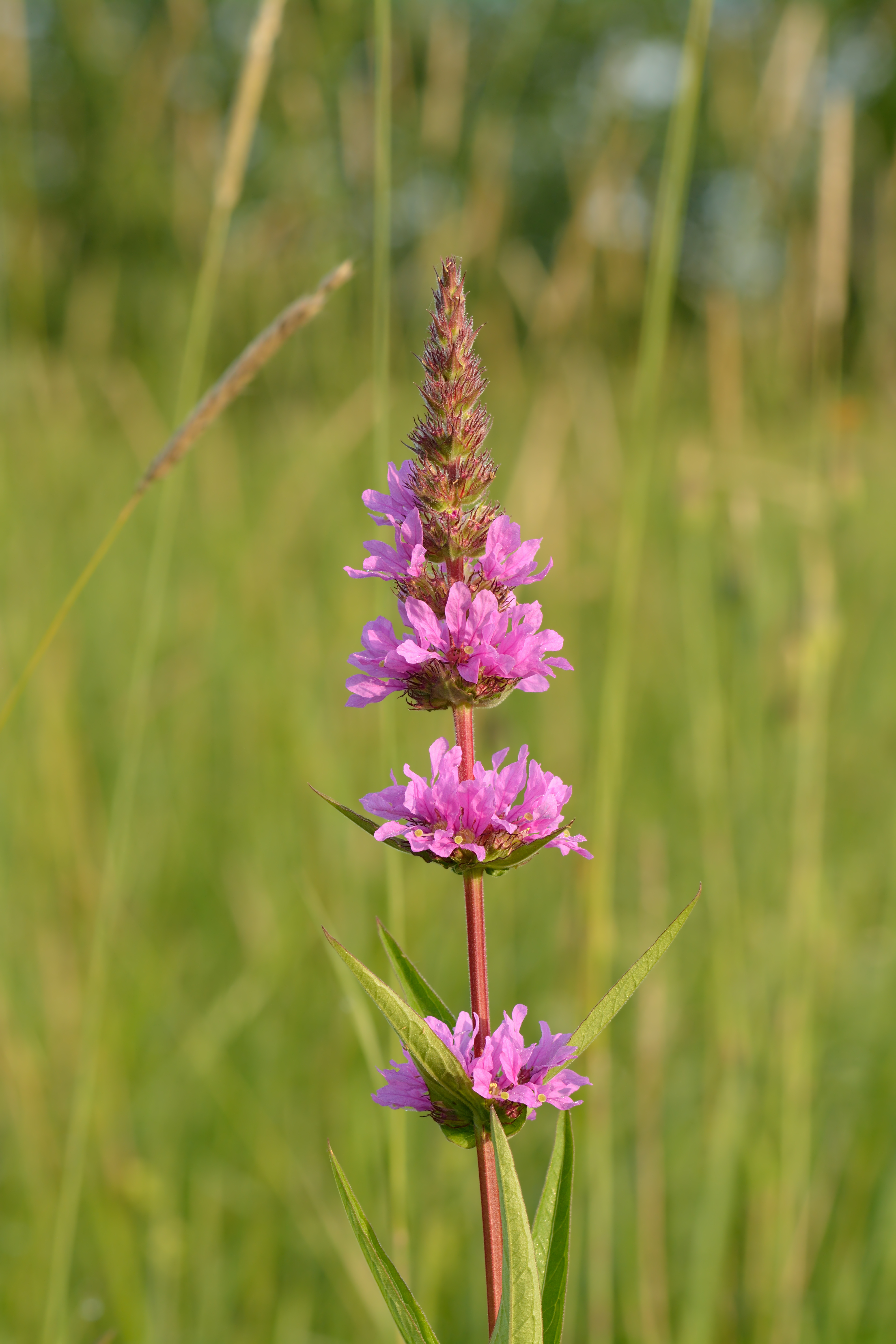
Lythrum salicaria

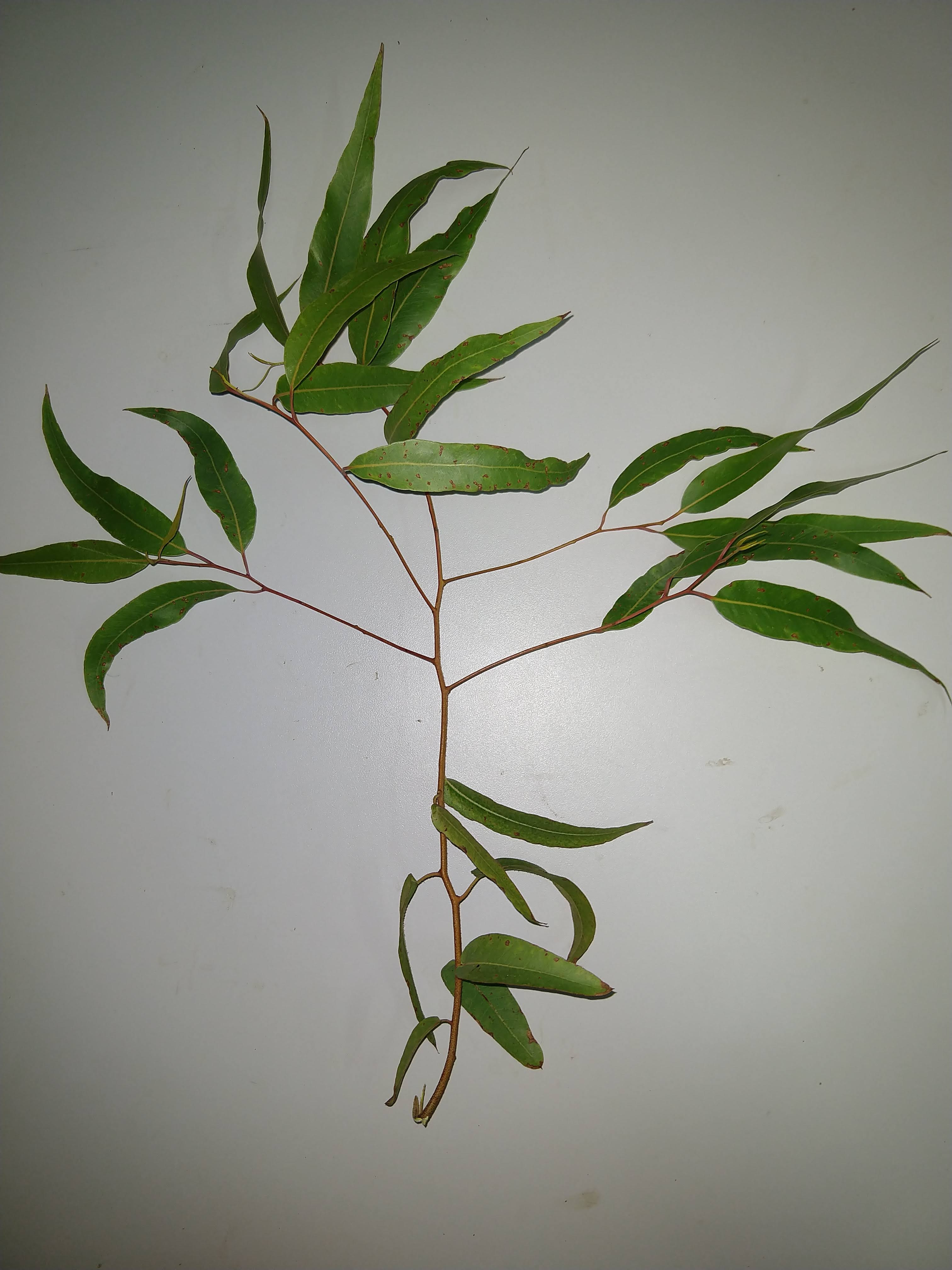
La planta de eucalipto es medicinal y muy usada para mejorar la gripe, congestión nasal, resfriados y problemas respiratorios, aunque también se utiliza como antiséptico de amplio espectro.

Se denomina plantas medicinales a aquellas plantas usadas para tratar enfermedades de personas, animales o para curar lesiones, y pueden utilizarse enteras o por partes específicas. La acción curativa o terapéutica (alivio o mejora), se debe a las sustancias químicas que les componen, llamadas principios activos que son considerados sustancias que ejercen sobre el organismo vivo, una acción farmacológica, beneficiosa o perjudicial.  El uso de las plantas en la medicina tradicional se remonta a tiempos prehistóricos, pero la ciencia actual ha permitido identificar, aislar y producir cientos de principios activos para la elaboración de fármacos utilizados en el tratamiento de diversas enfermedades. Sin embargo, el uso tradicional de plantas medicinales aún persiste, especialmente en sociedades poco industrializadas con dificultades de acceso a medicamentos. Así, la Organización Mundial de la Salud (OMS) se organiza para incentivar el uso seguro y racional de la medicina tradicional, debido a que no toda la planta medicinal suele ser benéfica al organismo, o el principio activo debe de ser dosificado minuciosamente. Las plantas medicinales suelen prepararse de diferentes formas como infusiones, cocidas, en cataplasmas o en ensaladas para consumo directo. La tecnología farmacéutica permite la aplicación de ciertos extractos de plantas medicinales en presentaciones tipo cápsulas, comprimidos, cremas y jarabes.

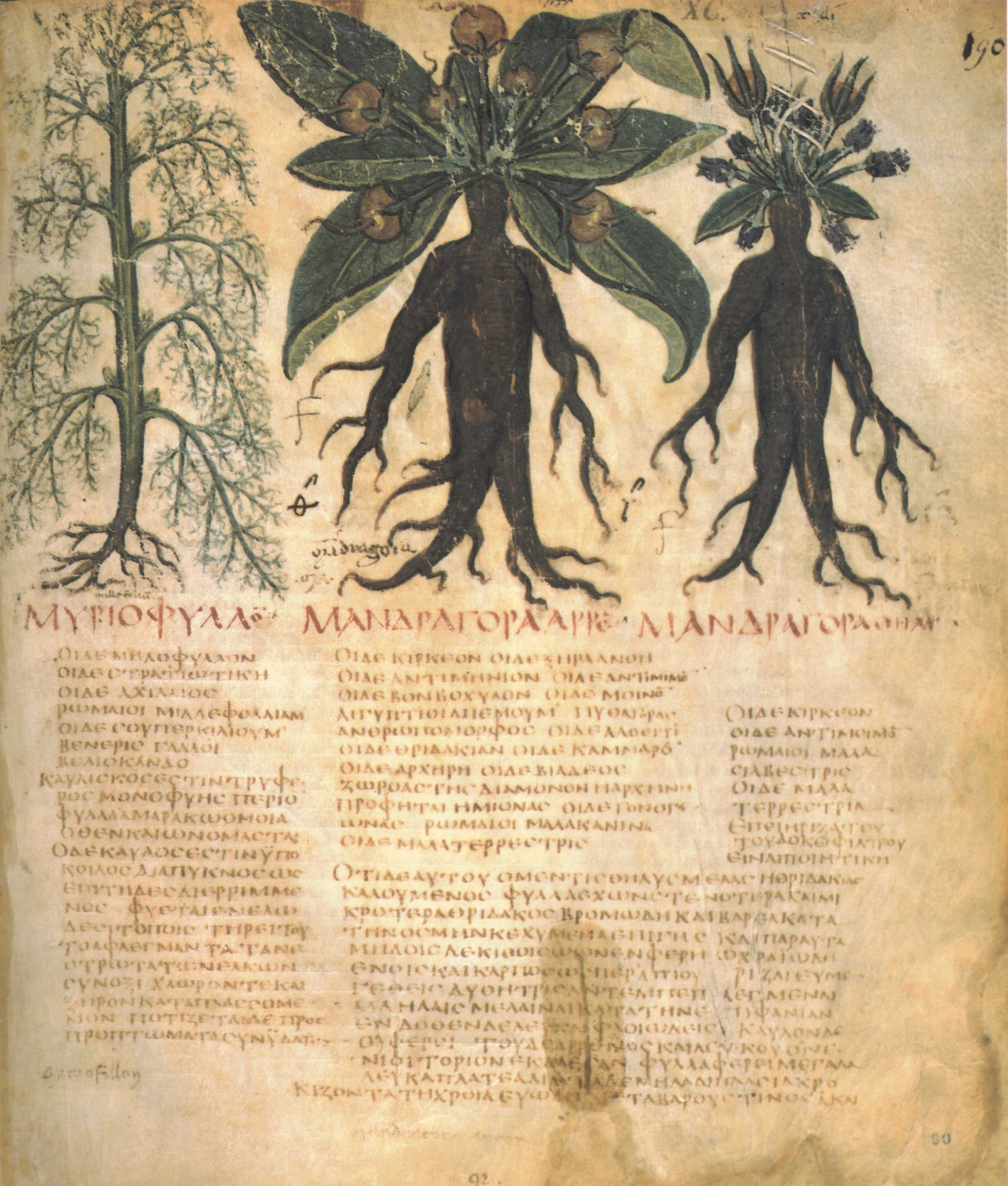
Manuscrito del De materia medica de Dioscórides, mostrando las supuestas propiedades medicinales de la mandrágora.

El uso de remedios de origen vegetal se remonta a la prehistoria, y fue una de las formas más usadas de medicina, en la que todas las culturas conocidas tienen evidencias del uso medicinal de algunas plantas. Si bien, el uso de especies vegetales con fines terapéuticos es muy antigua, en un principio estuvo ligada a la magia, cada población construyó sus creencias en un intento de comprender su medio inmediato y algunas culturas hasta el día de hoy conservan estas creencias. 

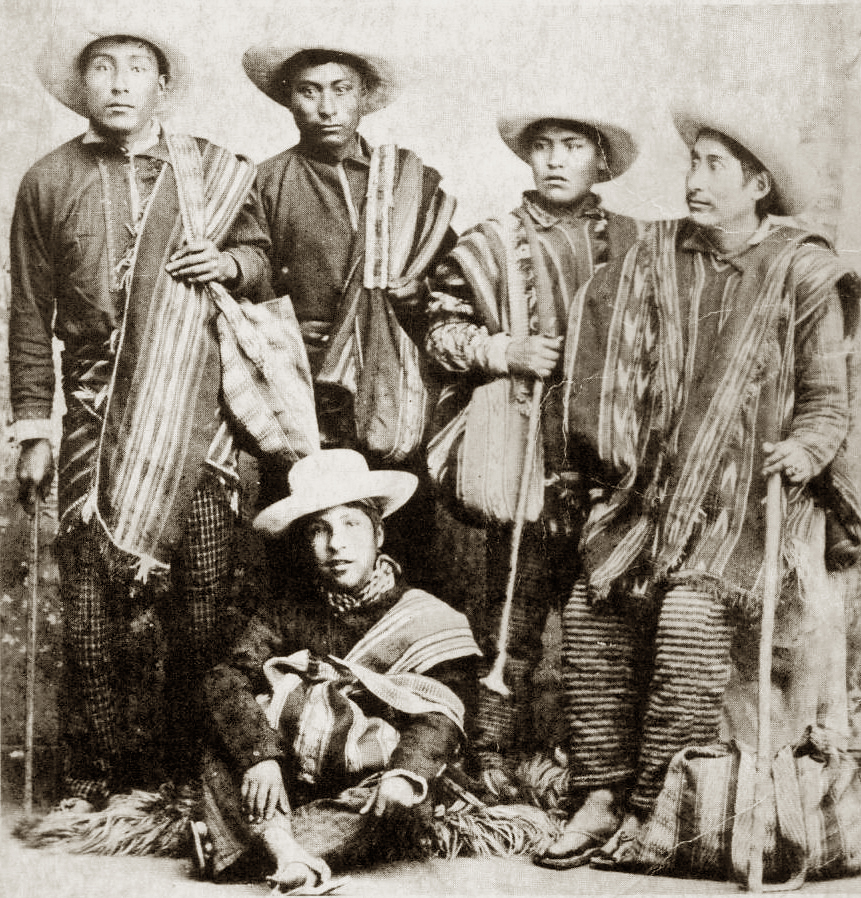
Los médicos tradicionales Kallawayas procedentes de Khanlaya (Bolivia), acudieron a tratar la epidemia de malaria desencadenada durante la construcción del Canal de Panamá, cerca del año1888. Utilizaron preparados de corteza de quina (Cinchona calisaya) para tratar la enfermedad.

Como cualquier medicamento, las plantas pueden provocar reacciones adversas, intoxicación por sobredosis o interacciones perniciosas con otras sustancias. Se han descrito interacciones de relevancia clínica entre plantas y medicamentos, por lo que resulta imprescindible comunicar al médico el consumo de preparados naturales. Es necesario el mismo control médico estricto con las plantas medicinales que con los medicamentos de síntesis.
Asimismo, se han notificado en los productos elaborados con base en plantas medicinales problemas de confusión entre unas plantas y otras, además de contaminación con pesticidas, metales pesados y medicamentos.

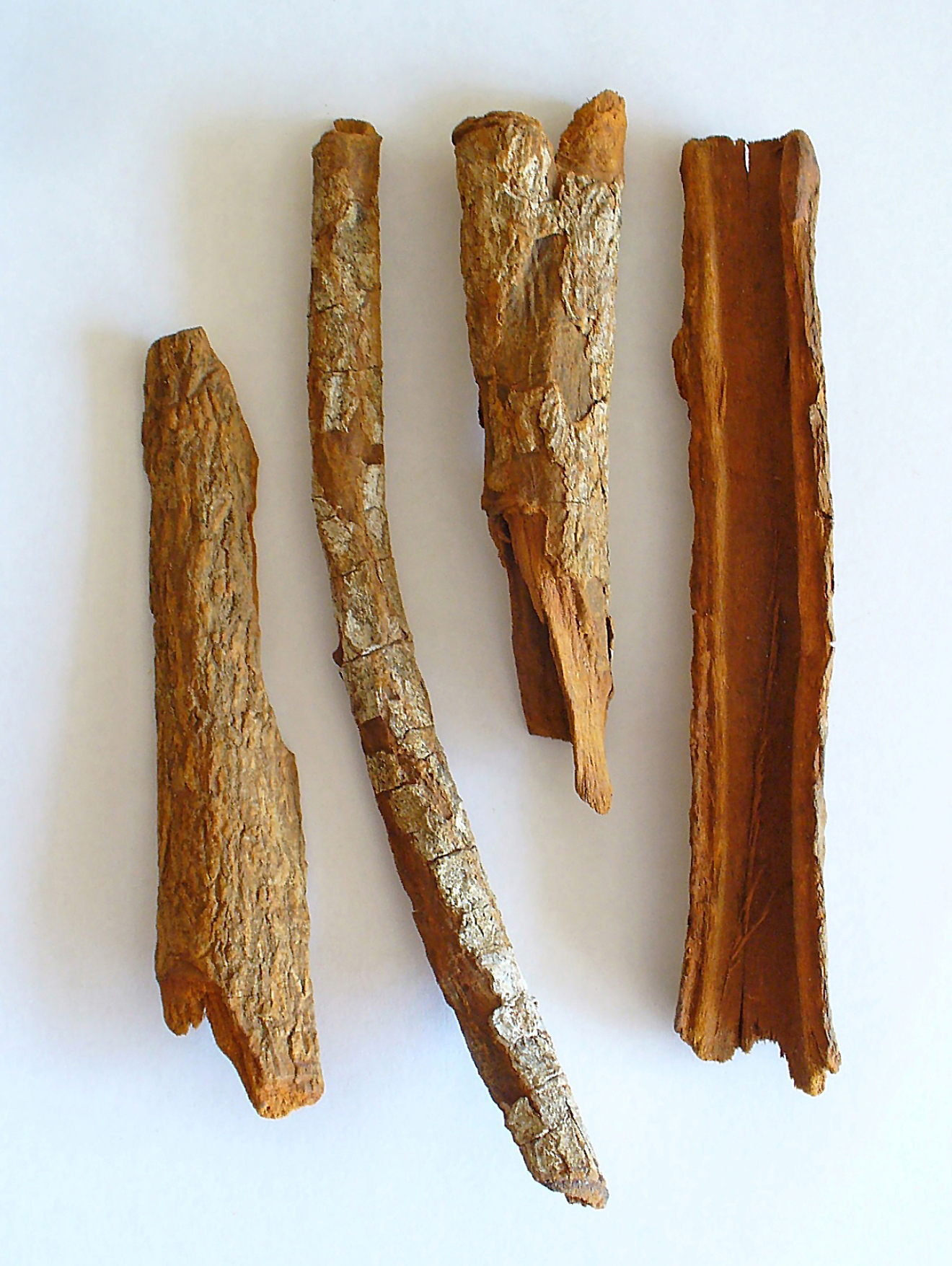
La corteza del árbol de quina (Cinchona officinalis) contiene el alcaloide quinina. Tradicionalmente utilizado para tratar malaria.

En 2004 el Ministerio de Sanidad y Consumo de España, mediante la Orden SCO/190/2004, de 28 de enero, por la que se establecía la lista de plantas cuya venta al público quedaba prohibida o restringida por razón de su toxicidad, pretendió realizar una transposición de la lista de plantas publicada por la Comunidad Europea el 26 de octubre de 1992, en la que además añadía 50 plantas (de 147 a 197). Tras recurso contencioso administrativo interpuesto por la Asociación española de Fabricantes de preparados, alimentos especiales, dietéticos y plantas medicinales (Afepadi), dicha orden fue anulada en junio de 2005, debido a un vicio sustancial de procedimiento, por haberse omitido en su elaboración el trámite obligatorio de comunicación a la Comisión Europea. La Ley 29/2006, de 26 de julio, de garantías y uso racional de los medicamentos y productos sanitarios, atribuye competencia al Ministerio de Sanidad, Política Social e Igualdad para elaborar un listado de plantas cuya venta libre al público estará restringida o prohibida debido a su toxicidad, si bien por el momento no se ha conseguido desarrollar dicho punto.
En 2012 la Autoridad Europea de Seguridad Alimentaria (EFSA, por sus siglas en inglés) publicó un compendio de especies vegetales que contienen sustancias de posible riesgo o preocupación para la salud humana cuando son utilizadas en alimentos o complementos alimenticios, que actualiza un listado previo de abril de 2009.

## Historia
Las plantas fueron utilizadas desde tiempos históricos como medicinas, aunque no necesariamente con efectividad. Las especias fueron en parte utilizadas para contrarrestar el deterioro de alimentos causado por bacterias, especialmente en climas cálidos y especialmente la carne, que es uno de los alimentos que se deterioran con más rapidez. Las angiospermas (plantas con flores) fueron originalmente la principal fuente de plantas medicinales. Los asentamientos humanos estaban frecuentemente rodeados por malezas que se utilizaban como plantas medicinales, tales como diente de león, ortiga y pamplinas. Se encontraron muestras de plantas en lugares de entierro prehistóricos, lo cual aporta evidencia de que la gente ya tenía conocimiento del uso de plantas medicinales en el Paleolítico. Por ejemplo, en el lugar de entierro de Neanderthales, Shanidar IV, en el norte de Irak, que data de hace 60.000 años, se encontraron grandes cantidades de polen de 8 especies de plantas, 7 de ellas utilizadas en la actualidad como plantas medicinales. Asimismo, en la cueva de Taforalt, Marruecos, se han documentado restos de Ephedra de 15.000 años de antigüedad en el interior de una tumba. Este hallazgo indica que las plantas medicinales, como la Ephedra, tenían un papel importante y se usaba en ritos funerarios. Por otra parte, un hongo tipo seta fue encontrado entre los objetos personales que portaba el hombre de las nieves Ötzi, cuyo cuerpo se conservó congelado en los Alpes de Ötztal por más de 5000 años. Este hongo probablemente fue usado contra parásitos tricocéfalos (triquina).

### Antigüedad
En la antigua Sumeria, cientos de plantas medicinales incluyendo mirra y opio están listadas en tabletas de arcilla. En el antiguo Egipto, los papiros de Ebers listan más de 800 plantas medicinales, tales como el aloe, cannabis, ricino, enebro y mandrágora. La medicina ayurvédica, como se documenta en el Athara Veda, el Rig Veda y el Suruta Samhita, ha usado cientos de hierbas y especias farmacológicamente activas, como por ejemplo la cúrcuma que contiene curcumina. La farmacopea china registra plantas medicinales en el Shennong Ben Cao Jing, que incluyen chaulmoogra para tratar lepra, efedra y cáñamo. Esta se expandió en la dinastía Tang. En el siglo IV antes de Cristo, Teofrasto, discípulo de Aristóteles, escribió el primer texto de botánica sistemática, llamado Historia plantarum. En el siglo I después de Cristo, el médico griego Pedanías Dioscorides documentó más de 1000 recetas de medicinas con base en más de 600 plantas medicinales, en De materia medica. Este documento siguió siendo la referencia autorizada sobre herboristería por más de 1500 años, hasta el siglo XVII.

### Edad Media
En la Edad Media temprana, los monasterios benedictinos preservaron el conocimiento médico en Europa, tanto traduciendo y copiando textos clásicos, como manteniendo jardines de hierbas. Hildegard de Bingen escribió Causae et Curae (Causas y Curas) en medicina. En la edad de oro del Islam, académicos tradujeron muchos textos clásicos griegos al árabe, añadiendo sus propios comentarios. Entre estos textos está De materia medica de Dioscorides. La herboristería prosperó en el mundo islámico, particularmente en Bagdad y en el Al-Ándalus. Entre muchos trabajos sobre plantas medicinales, destacan los de Abulcasis de Córdoba (936-1013) que escribió El libro de simples, y de Ibn Al-Baitar (1197-1248) que registró cientos de plantas medicinales en su libro Corpus of Simples, algunas de ellas incluyen Aconitum, nuez vómica y tamarindo. Avicenna compiló muchas plantas en la enciclopedia El Canon de Medicina, que fue completado en el año 1025. Además, Abu-Rayhan Biruni, Ibn Zuhr, Pedro de España y John de San Amand escribieron farmacopeas.

### Edad Moderna temprana
Este periodo vivió el florecimiento de las hierbas ilustradas a través de Europa, empezando con la enciclopedia ilustrada Grete Herball (El gran herbario) en 1526. John Gerard escribió El herbario o Historia General de las Plantas en 1597, basado en Rembert Dodoens. Nicholas Culpeper publicó The English Physician Enlarged (El médico inglés ampliado). Muchas plantas medicinales nuevas llegaron a Europa como productos de las exploraciones. El intercambio colombino permitió la transferencia de ganado, cultivos y tecnología entre el Viejo Mundo y las Américas durante los siglos XV y XVI. Las plantas que llegaron a las Américas incluyen al ajo, jengibre y cúrcuma; mientras que otras como el tabaco, café y coca viajaron en la otra dirección. El Códice De la Cruz-Badiano del siglo XVI describe las hierbas medicinales de América Central.

### SiglosXIXyXX
El lugar de las plantas medicinales en la medicina del siglo XIX fue radicalmente alterado con las aplicaciones del análisis químico. Los alcaloides fueron aislados de una serie de plantas, empezando por el de la morfina, extraído de la amapola (Papaver somniferum) en 1806; posteriormente se aisló la quinina del árbol de la quina y así muchos otros. Con el progreso de la química, nuevas clases de substancias farmacológicamente activas fueron descubiertas en diversas plantas medicinales. La comercialización de alcaloides extraídos y purificados de plantas empezó en 1826 con la compañía Merck. En el siglo XIX, empezó a acrecentarse notablemente la preferencia por alcaloides y glicósidos purificados sobre el uso de plantas enteras. La primera síntesis de una substancia descubierta en una planta fue la del ácido salicílico en 1853. El descubrimiento de drogas de plantas continuó siendo importante a lo largo del siglo XX. Por ejemplo, se descubrieron importantes drogas anti cáncer de tejo y vinca de Madagascar. Actualmente las plantas siguen siendo una de las fuentes más importantes para el descubrimiento y desarrollo de fármacos.

## Elementos medicinales: bases fitoquímicas
Todas las plantas producen compuestos químicos que les confieren ventajas evolutivas, por ejemplo defensa de herbívoros y parásitos y otras resumidas en la siguiente tabla:
| Defensa contra depredadores (herbívoros) y patógenos                                             |
| Interacción planta - insecto (polinización): comunicación química mediante feromonas y ecdisonas |
| Interacción planta - hongos: endofitos                                                           |
| Interacción planta - planta: alelopatía                                                          |
| Interacción planta - microorganismos: fitoalexinas                                               |

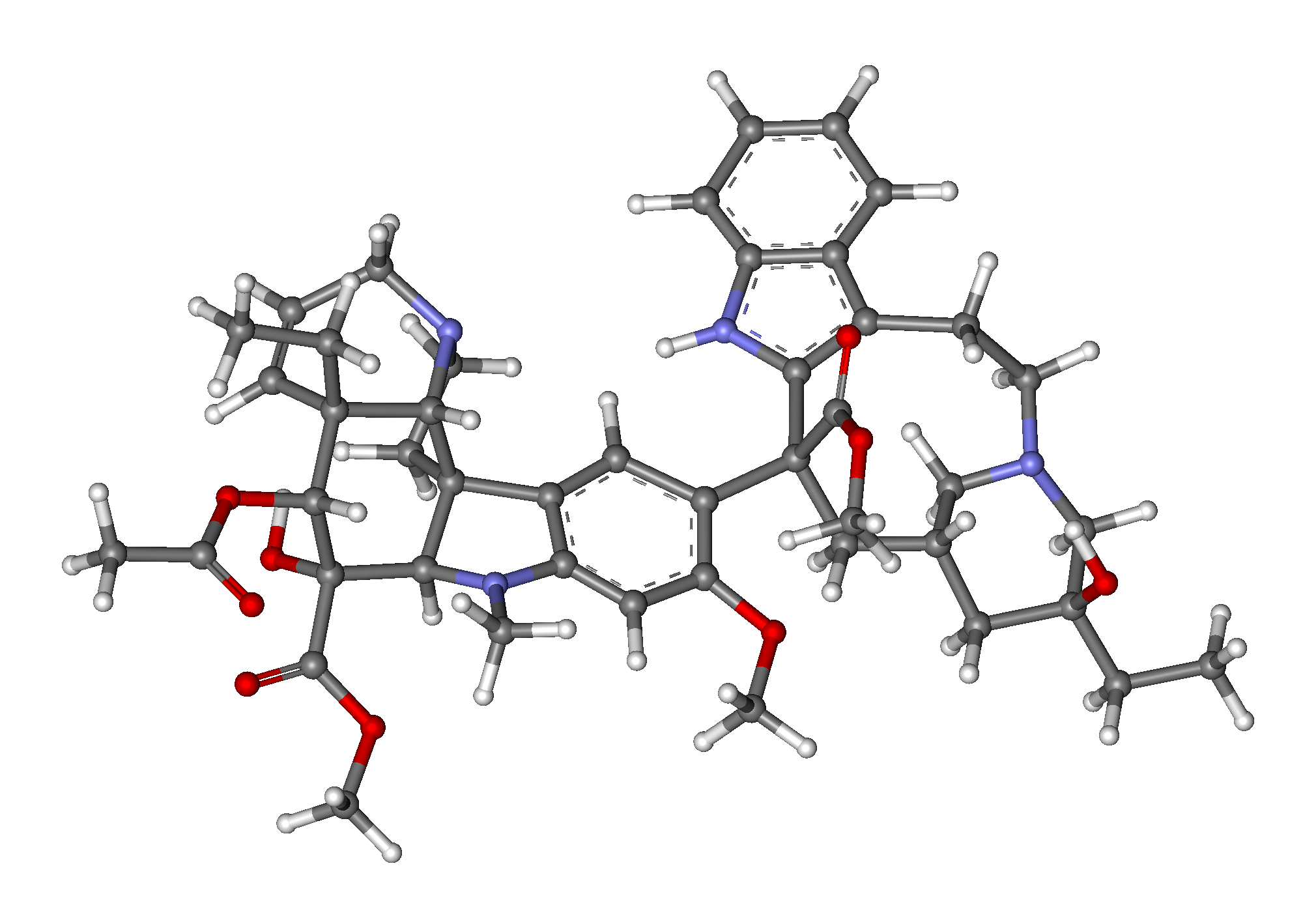
La Vinblastina es una droga para tratar ciertas clases de cáncer. Robert Noble y Charles Thomas Beer aislaron la vinblastina de la planta de Catharanthus de Madagascar.

Estos compuestos fitoquímicos tienen potencial uso como drogas. La digoxina, por ejemplo, que se concentra en las hojas y flores de Digitalis purpurea como tóxico para evitar su consumo por animales herbívoros, se emplea terapéuticamente como inotrópico para los pacientes que padecen de arritmia cardíaca. Así, la investigación científica sobre la composición y la actividad farmacológica de estos compuestos presentes en las plantas, constituye la base científica para su aplicación en la medicina moderna. Los principales grupos de compuestos fitoquímicos con actividad farmacológica son los alcaloides, glicósidos, polifenoles y terpenos.

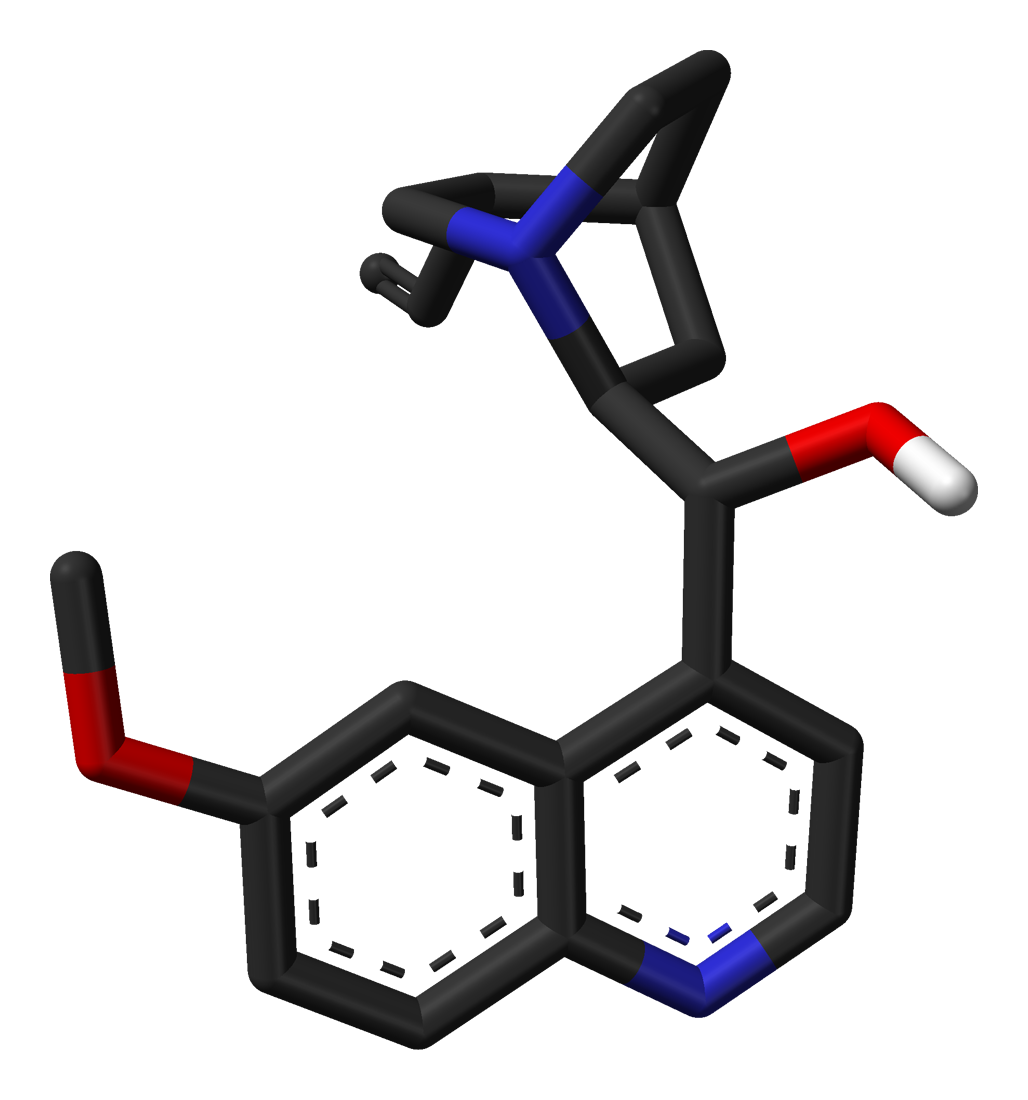
La quinina era el principal compuesto empleado en el tratamiento de la malaria hasta que fue sustituido por otros medicamentos sintéticos más eficaces. Se encuentra en la corteza de la quina (Cinchona calisaya)

### Alcaloides
Los alcaloides son compuestos químicos amargos, presentes en muchas plantas medicinales. Este es un grupo muy diverso de moléculas con diferentes modos de acción como drogas y se utilizan tanto de forma recreativa como farmacéutica. La tabla 2 muestra algunos ejemplos de alcaloides y la planta medicinal que lo produce.
| Planta medicinal                               | alcaloide                               |
| ---------------------------------------------- | --------------------------------------- |
| Belladona (Atropa belladonna)                  | Atropina, escopolamina, hiosciamina     |
| Berberis y Mahonia                             | Berberina                               |
| Café (Coffea)                                  | Cafeína                                 |
| Coca (Erythroxylum coca)                       | Cocaína                                 |
| Ephedra                                        | Efedrina                                |
| Adormidera o amapola real (Papaver somniferum) | Morfina, codeína, papaverina, noscapina |
| Tabaco (Nicotiana tabacum)                     | Nicotina                                |
| Rauwolfia serpentina                           | Reserpina                               |
| Quina (Cinchona calisaya)                      | Quinidina y quinina                     |
| Vinca minor                                    | Vincamine                               |
| Catharanthus roseus                            | Vincristina                             |

### Glicósidos
Los glicósidos son otro grupo altamente diverso de moléculas sintetizadas por las plantas, se caracterizan por la presencia de al menos un azúcar enlazado a otro grupo funcional. Los glicósidos de mayor uso medicinal incluyen laxantes y cardiotónicos. Por ejemplo, plantas como la senna, el ruibarbo y aloe producen glicósidos laxantes. Las digitales (Digitalis) y Convallaria majalis sintetizan potentes cardiotónicos que ayudan a los latidos cardíacos: digoxina y digitoxina. Además, estos pueden actuar como diuréticos.

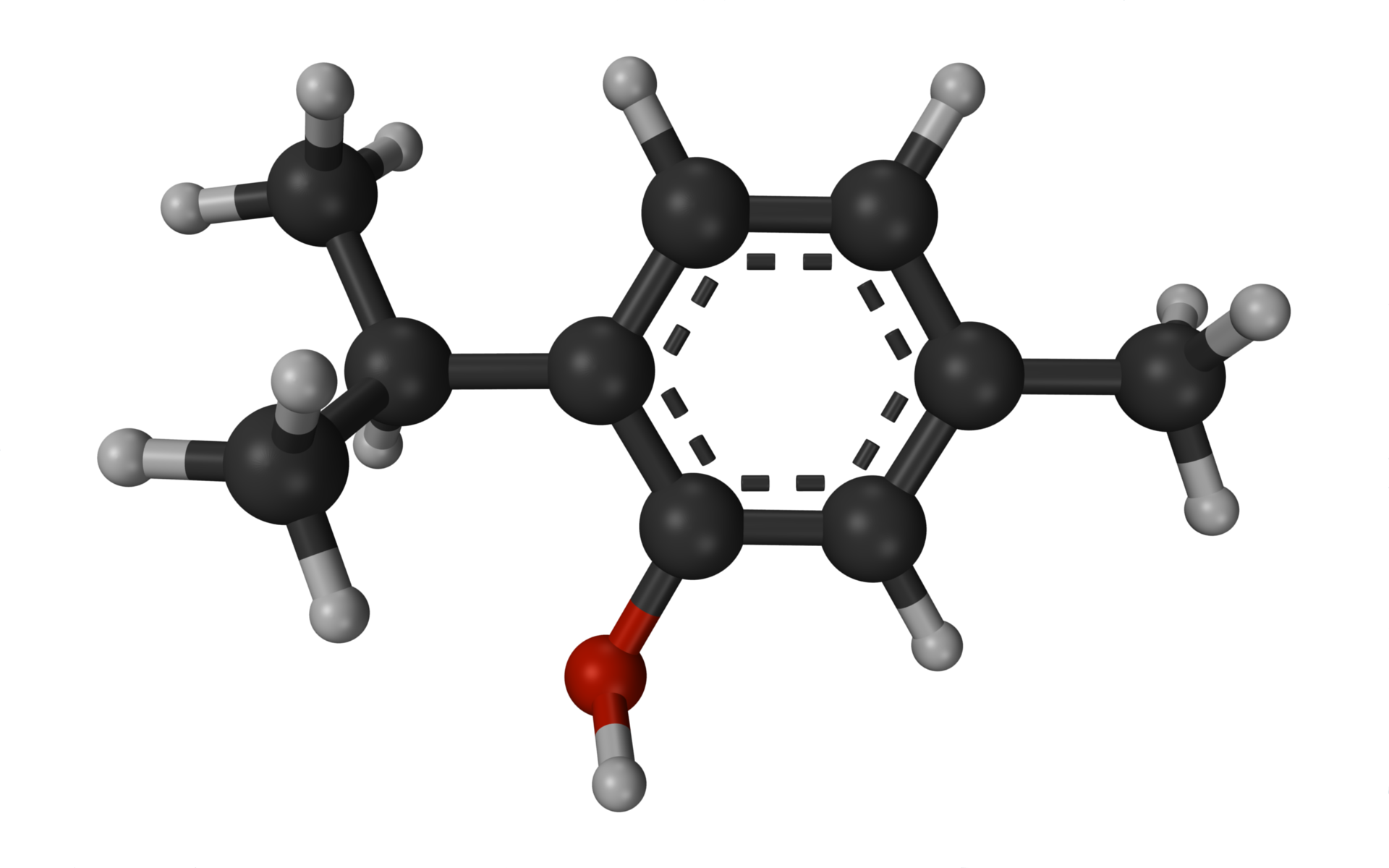
El timol es uno de los principales componentes de los aceites esenciales del tomillo (Thymus vulgaris) y orégano (Origanum majorana).

### Polifenoles
Los polifenoles están ampliamente presentes en todo tipo de plantas. Tienen diversas funciones como la defensa contra fitopatógenos y depredadores. Los fitoestrógenos son compuestos fenólicos similares a las hormonas estrogénicas humanas y las plantas que los producen se han administrado por centurias para tratar desórdenes ginecológicos asociados a la fertilidad, menstruación y menopausia. Estas plantas incluyen el hinojo, anís y algunas especies de los géneros Pueraria, Angelica. Por otra parte, muchos extractos de polifenoles, tales como extractos de semillas de uva u oliva, se venden como suplementos dietéticos y cosméticos sin ninguna prueba o estamento legal que demuestre beneficios para la salud.

### Terpenos
Los terpenos y terpenoides se encuentran en una gran variedad de plantas medicinales, incluyendo resinosas como las coníferas. Estas moléculas son fuertemente aromáticas y su función en la naturaleza es repeler a los herbívoros. Así, su olor los hace útiles aceites esenciales para perfumes. Uno de sus usos medicinales, en el caso del timol, es antiséptico, y además fue usado como vermífugo, es decir para combatir gusanos.

## Preparación y administración

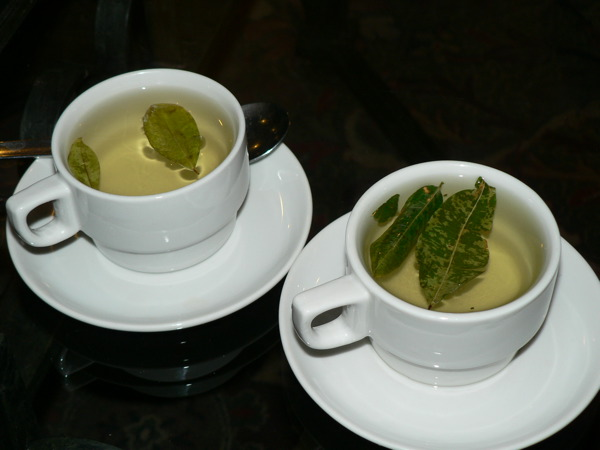
Infusión de hojas de coca (Erythroxylum coca) utilizado para tratar el "mal de altura" en las zonas altas de los Andes, principalmente en Bolivia y Perú.

Las plantas medicinales se preparan y administran de diversas formas, la más frecuente es la infusión, así, los principios activos se disuelve en agua mediante una cocción más o menos larga. La tisana resultante se bebe; plantas empleadas de este modo incluyen la tila (Tilia platyphyllos), cuyo principio activo es el eugenol, la pasionaria (Passiflora edulis), cuyos principios activos incluyen el harmol y el harmano, o el mismo café (Coffea arabica), cuya infusión contiene cafeína. También se pueden administrar en tinturas, comiendo directamente, inhalando el humo de su combustión, tópicamente como emplastos, cataplasmas y otras como se describe a continuación:
- Infusión. Es la forma de preparación más frecuente y sencilla, se le denomina también apagado o té. Forma parte de una cultura de consumo de hierbas aromáticas que se usan no solo para fines medicinales. Consiste en poner en contacto las partes de las plantas con agua hirviendo por unos minutos, dejando que se enfríe progresivamente. Al no usarse calor directo, garantiza que sus partes no sufren deterioro. Más frecuentemente se usa para las partes blandas de las plantas como hojas y flores.
- Cataplasma y emplastos. Se preparan machacando la parte de la planta que contiene las propiedades curativas que se pretende usar, se puede llegar a calentar y se aplica directamente sobre el área afectada que se quiere tratar. Para preparar el emplasto se puede mezclar la parte de la planta a utilizar con una harina, arcilla o similar logrando una pasta que se aplica sobre el área afectada, al igual que la cataplasma. No obstante el emplasto también se puede aplicar solo con la planta resultado de la cocción.[cita requerida]
- Cocimiento. Se prepara hirviendo durante algunos minutos (del orden de los cinco minutos) la planta y luego se filtra. Debe verificarse que el calor no afecte o destruya los principios activos. Esta forma de usarse es apropiada en general para las partes duras de la planta, como son: troncos, raíces, cortezas y semilla. Las semillas tienen que dejarse en la sombra durante tres días.
- Compresa. Es una preparación similar a la cataplasma, pero en este caso en lugar de aplicar la planta directamente, se utiliza una extracción acuosa, aplicada a un paño o toalla. Las compresas pueden ser calientes, generalmente aplicadas en el caso de inflamaciones y abscesos; o bien frías, preferibles para tratar casos de cefalea o conjuntivitis.
- Ensalada. Es una forma de ingerir las hierbas medicinales en una forma directa, sin ninguna modificación o transformación consecuencia del procesamiento. Se lavan y desinfectan las partes de la planta que se piensa ingerir, y se prepara como una ensalada tradicional, finalmente mezclándola con otras verduras o vegetales, sazonándolo sal, aceite de oliva y vinagre o limón. La base de la gran mayoría de las ensaladas suele ser una verdura cruda de hoja verde. Inclusive hace no muchos años, en la cocina eso se reducía prácticamente a la clásica lechuga (Lactuca sativa) que se puede consumir todo el año.
- Gargarismo o enjuague. Es la aplicación de un líquido a la cavidad bucal. Se usa para lograr la acción local en la boca y/o garganta y así limpiar de secreciones, bacterias e impurezas estas áreas. Puede usarse para prevenir infecciones bucales o respiratorias. Para prepararse el líquido puede usarse una infusión, un cocimiento o un jugo de la planta.
- Jarabes. Se preparan extrayendo con agua los componentes activos o medicinales de la planta y disolviendo luego en esta una gran cantidad de azúcar o miel como preservante. Puede prepararse a partir de extractos hidroalcohólicos, conservarse por períodos largos y se le suele dar un sabor agradable para facilitar su administración a los niños. La preparación se inicia en forma semejante a la infusión, pero se deja reposar algunas horas y luego se filtra el líquido, se agrega el azúcar o la miel, se diluye y se lleva a hervir algunos minutos para coagular las sustancias albuminosas, luego se cuela y se guarda en botella o frasco de color ámbar, se etiqueta y se guarda (hasta 30 días) en lugar limpio y protegido del calor y de la luz.
- Jugos. Se obtienen al exprimir o licuar las plantas frescas o sus frutos. En algunos casos, sobre todo para tubérculos o raíces se recomienda ponerlos en remojo durante un período de ocho a doce horas antes de exprimirlos.
- Lavados. Es la aplicación de infusiones, cocimientos o tinturas diluidas para tratar tópicamente afecciones externas localizadas, como heridas, llagas, úlceras, hemorroides, vaginitis y otras afecciones de la piel o de las mucosas.
- Lavativa o enema. Es la aplicación de un preparado que se introduce a través del ano con una técnica especial, para la cual el que la aplica debe estar capacitado. Se aplica preferiblemente en ayunas y el paciente debe permanecer acostado, durante la aplicación y durante un tiempo de por lo menos una hora después de la aplicación.
- Polvos. Los polvos se obtienen pulverizando la planta seca, el material puede ser retriturado y tamizado varias veces, hasta alcanzar el tamaño deseado de las partículas. Los polvos vegetales son fáciles de manejar, formular y acondicionarlos en preparados fitofarmacéuticos, a través del mezclado, encapsulado y de la compresión. Existen dudas acerca de la biodisponibilidad de los principios activos medicinales extraíbles naturalmente de polvos de plantas secas que toman en cápsulas o tabletas, ya que la absorción en esta forma es mínima. Se puede aumentar la absorción diluyendo los polvos en líquidos o mezclándolos en alimentos sólidos.
- Tintura. Se obtiene dejando en contacto la parte de la planta seca a utilizar, con una mezcla de alcohol al 40% en agua durante tres a cinco días, con agitación diaria y filtración. Las tinturas se usan de base para la formación de elixires que contienen mezclas de varias plantas y sustancias estabilizantes como el glicerol. Tienen la ventaja de ser más estables y de fácil dosificación.
- Vapores. Los vapores de ciertas plantas, emitidos por la acción del calor, son utilizados para el tratamiento de las afecciones del aparato respiratorio.
- Preparados fitofarmacéuticos. Los extractos obtenidos industrialmente deben reunir al menos cinco aspectos: la materia médica, donde se encuentran los principios activos debe ser adecuadamente molida, la extracción debe efectuarse con el disolvente adecuado, puede extraerse por maceración o percolación, la concentración debe ser por un método que no afecte el principio activo y algunas drogas requieren tratamientos preliminares antes de usarse. Con extractos procesados es posible hacer preparados fitofarmacéuticos que son más fáciles de dosificar, tales como formas sólidas (tabletas, grageas, tabletas efervescentes, cápsulas de gelatina dura, gránulos), formas líquidas (jarabes, gotas, soluciones, suspensiones en cápsulas de gelatina suave) y formas para uso local (cremas ungüentos, pomadas, geles, colirios y supositorios).

## Extracción de principios activos
La administración de las plantas medicinales y de los productos derivados de estas debe estar acompañada de los máximos cuidados, para garantizar el buen suceso del tratamiento. Contrariamente a la creencia general, los mejores resultados no siempre se obtienen con el uso de las plantas frescas o con preparaciones caseras. El hacer extractos de plantas procesadas permite obtener los principios activos.
La extracción de principios activos puede resumirse en seis etapas generales:
1. Selección del material vegetal. Es decir, selección de las plantas o partes de ellas (hojas, semillas, flores, cortezas, o raíces) que se someterán al estudio.
2. Extracción. El material vegetal es sometido a procesos de extracción de sus compuestos químicos por diversas técnicas, convencionales y otras en desarrollo. La extracción convencional es de tipo sólido-líquida, donde se utiliza agua o solventes orgánicos como por ejemplo hexano, diclorometano, acetato de etilo y metanol. Recientes técnicas de extracción denominadas no convencionales incluyen el uso de microondas, utlrasonido, fluidos supercríticos, líquidos presurizados, extracción hidrotrópica y extracción asistida por enzimas.
3. Ensayo biológico. Se determinan propiedades biológicas del extracto, por ejemplo actividad contra bacterias, hongos, virus u otros patógenos. Además, se pueden hacer pruebas bioquímicas in vitro, para determinar actividad inhibitoria de determinadas enzimas, y actividad antioxidante.
4. Preparación de muestras. Los extractos crudos con actividad biológica se someten a un tratamiento para eliminar substancias que podrían interferir con las etapas posteriores de purificación de los principios activos. Así, en esta etapa se eliminan substancias comunes como pigmentos, lípidos y taninos. Las técnicas más utilizadas son líquido-líquido, extracción en fase sólida, cromatografía de exclusión molecular y absorción en resinas macroporosas.
5. Purificación biodirigida. Las muestras pre-tratadas son complejas puesto que contienen una mezcla de substancia de las cuales debe ser aislado el o los principios activos. Para ello se integra una serie de técnicas de separación (fraccionamiento), donde cada fracción obtenida se somete a pruebas de actividad biológica de interés. Así, la purificación biodirigida implica repetitivos fraccionamientos seguidos de ensayos biológicos hasta el aislamiento de los compuestos puros de la actividad biológica de interés.
6. Determinación estructural. Los compuestos aislados y purificados se someten a estudios instrumentales para elucidar sus estructuras moleculares. La espectrometría de masas permite determinar la composición química, mientras que la espectroscopía de resonancia magnética nuclear permite determinar los diferentes enlaces químicos entre los átomos que constituyen las moléculas aisladas. Además, se utilizan otras técnicas como la espectrofotometría ultravioleta e infrarroja.

## Investigación y síntesis
Mientras la medicina herbal tradicional utilizaba partes o extractos vegetales, la necesidad de comprender con precisión el uso de los distintos componentes, de graduar con precisión la dosis empleada y de elaborar de manera estandarizada fármacos homogéneos han llevado a que la mayoría de las drogas producidas por la industria farmacéutica contengan solo el o los principios activos. En algunos casos, estos aún se obtienen del procesamiento de las plantas medicinales; en otros casos, estos se investigan para aislar el principio activo, y este se sintetiza luego de manera artificial. La investigación de las propiedades medicinales de una planta es una labor compleja, que abarca desde los informes etnográficos de los etnólogos hasta el análisis de laboratorio de químicos y médicos.
La ciencia ha venido a explicar cada planta, extracto, y cada fórmula, hallando precisamente los principios activos responsables de la actividad biológica. La industria farmacéutica actual se ha basado en los conocimientos científicos modernos para la síntesis y elaboración de algunas moléculas farmacológicas análogas a las presentes en ciertas especies vegetales, y que muchas sustancias derivadas forman parte de los principios activos de medicamentos modernos, como la célebre aspirina (producto de la corteza del sauce) o la penicilina. Además, el proceso de verificación científico ha ayudado a encontrar este tipo de moléculas en varias especies vegetales usadas tradicionalmente como plantas medicinales, explicando ciertas propiedades terapéuticas de estas, junto con descubrir compuestos que pueden servir como base para el desarrollo de nuevos medicamentos para distintas aplicaciones. Muchos de los fármacos empleados hoy en día —como el opio, la quinina, la aspirina o la digital— replican sintéticamente o aíslan los principios activos de moléculas iguales presentes en remedios vegetales tradicionales usados incluso en épocas prehistóricas, aun sin conocimiento de sus principios activos. Su origen persiste en las etimologías —como el ácido salicílico, así llamado por extraerse de la corteza del sauce (Salix spp.) o la digital, de la planta del mismo nombre.
El consumo de plantas medicinales ha ido en aumento en los últimos años en todo el mundo y es frecuente suen combinación con medicamentos prescritos por los médicos. Está extendida la falsa creencia de que los productos elaborados  base plantas son inofensivos e incluso ventajosos por su carácter "natural", un razonamiento poco compatible con el hecho de que su efecto terapéutico se achaque a su contenido en principios activos con actividad farmacológica. Esta falsa percepción se basa en la tradición de su uso en lugar de en estudios sistemáticos que evalúen su seguridad, que por lo general no existen. Sin estos estudios, únicamente pueden ser detectados aquellos riesgos evidentes, muy frecuentes y de ocurrencia inmediata. Tóxicos y venenos, como pueden ser la cicuta, el cianuro, las toxinas de las setas venenosas y el veneno de escorpión, son productos tan naturales como la miel de abeja.

## Biodiversidad

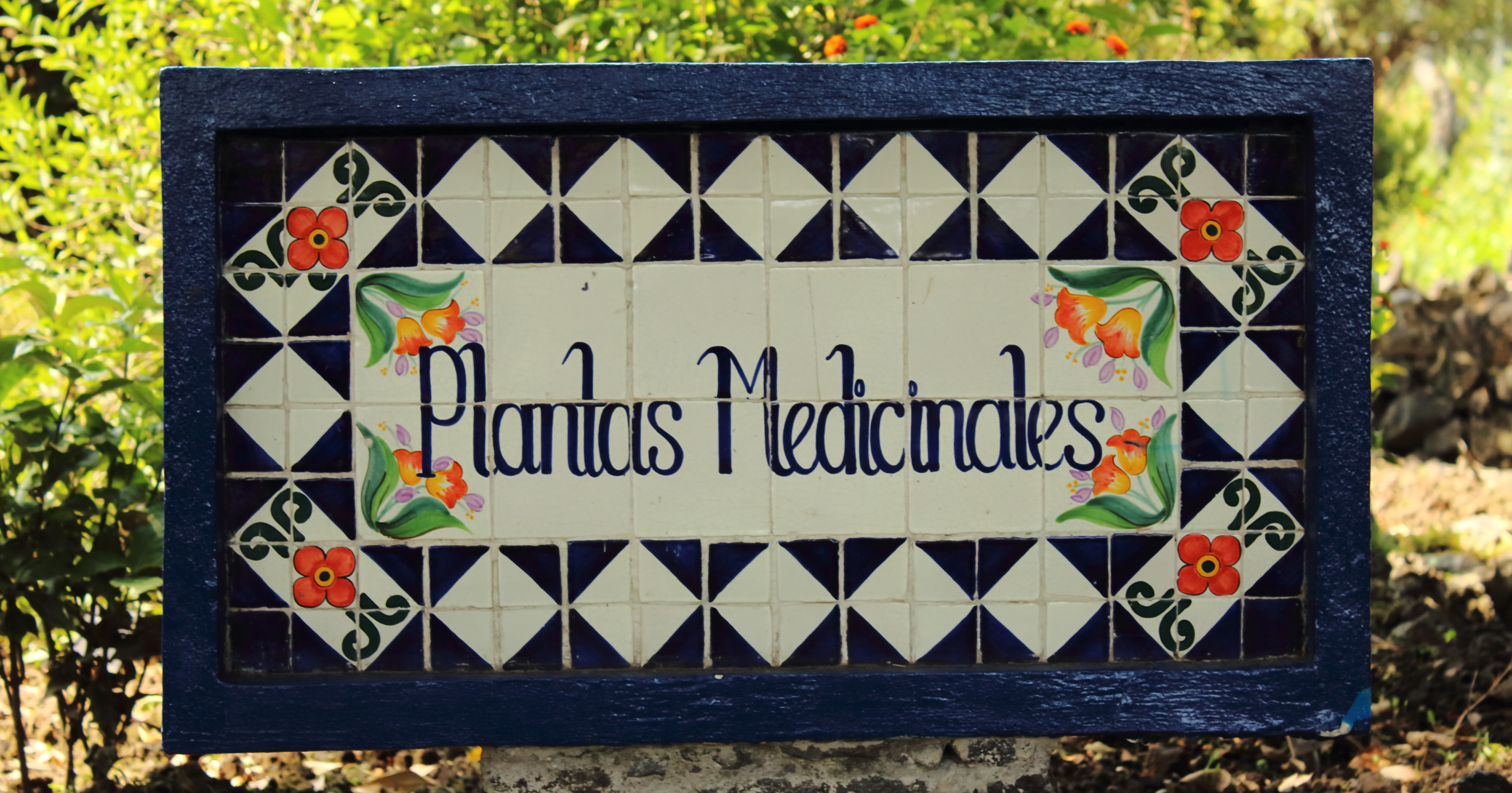
Letrero en la entrada de la sección de plantas medicinales en el jardín botánico de la UNAM, México.

Muchas especies medicinales identificadas científicamente solo recientemente proceden de biomas amenazados. Existe una preocupación no desdeñable entre los biólogos acerca del impacto que el crecimiento en el consumo de especies posiblemente amenazadas produzca sobre la supervivencia de las mismas, y el estudio del cultivo sostenible de las mismas es una preocupación importante para todo el mundo.

### Plantas medicinales endémicas de Colombia
Dentro las plantas útiles de Colombia se destacan las plantas medicinales, siendo un buen número de ellas nativas del país y dentro de estas algunas son endémicas, pero son subutilizadas o poco conocidas y varias de ellas están en peligro de extinción. Uno de los objetivos de esta investigación fue la identificación y caracterización geográfica de las plantas medicinales endémicas de Colombia y su posible contribución para la atención de las enfermedades prevalentes en el país según los datos de mortalidad y morbilidad más recientes.

## Uso clínico: factores limitantes
Tradicionalmente, las plantas medicinales sirvieron como remedios para aliviar síntomas o tratar enfermedades, con resultados dispares. Debido a su actividad farmacológica, actuaban directamente sobre el organismo, produciendo cambios significativos en su funcionamiento. En este sentido, estas plantas eran estrictamente fármacos (o drogas) con capacidad de operar, alternativamente, como remedios o venenos, dependiendo de las dosis, la oportunidad, la vía de administración, la idoneidad de quien las indicaba, la constitución del sujeto tratado, entre otros factores.
En el curso del siglo XIX, se aislaron los principios activos de las especies vegetales con mayor impacto en la clínica médica. Hasta entonces, las limitaciones intrínsecas de las fórmulas vegetales habían impedido la titulación de valores óptimos para dosis activa mínima, margen de seguridad de la sustancia, y dosis letal media. En este sentido, se veían incrementados los riesgos de sobredosis agudas o intoxicación accidental. Lo mismo sucedía con la incidencia de reacciones adversas imprevistas, por causa de alguno de los innumerables compuestos presentes en los preparados naturales.
Incluso en la actualidad, persiste la predilección del público no especializado por las formulaciones vegetales. No obstante, estudios sistemáticos han establecido de manera concluyente la mayor fiabilidad de las moléculas aisladas. Para el caso de sustratos vegetales administrados con fines terapéuticos, el perfil de eficacia y seguridad es claramente desventajoso respecto del que cabe atribuir a sus principios activos en forma pura.